# Три Корони (гора)

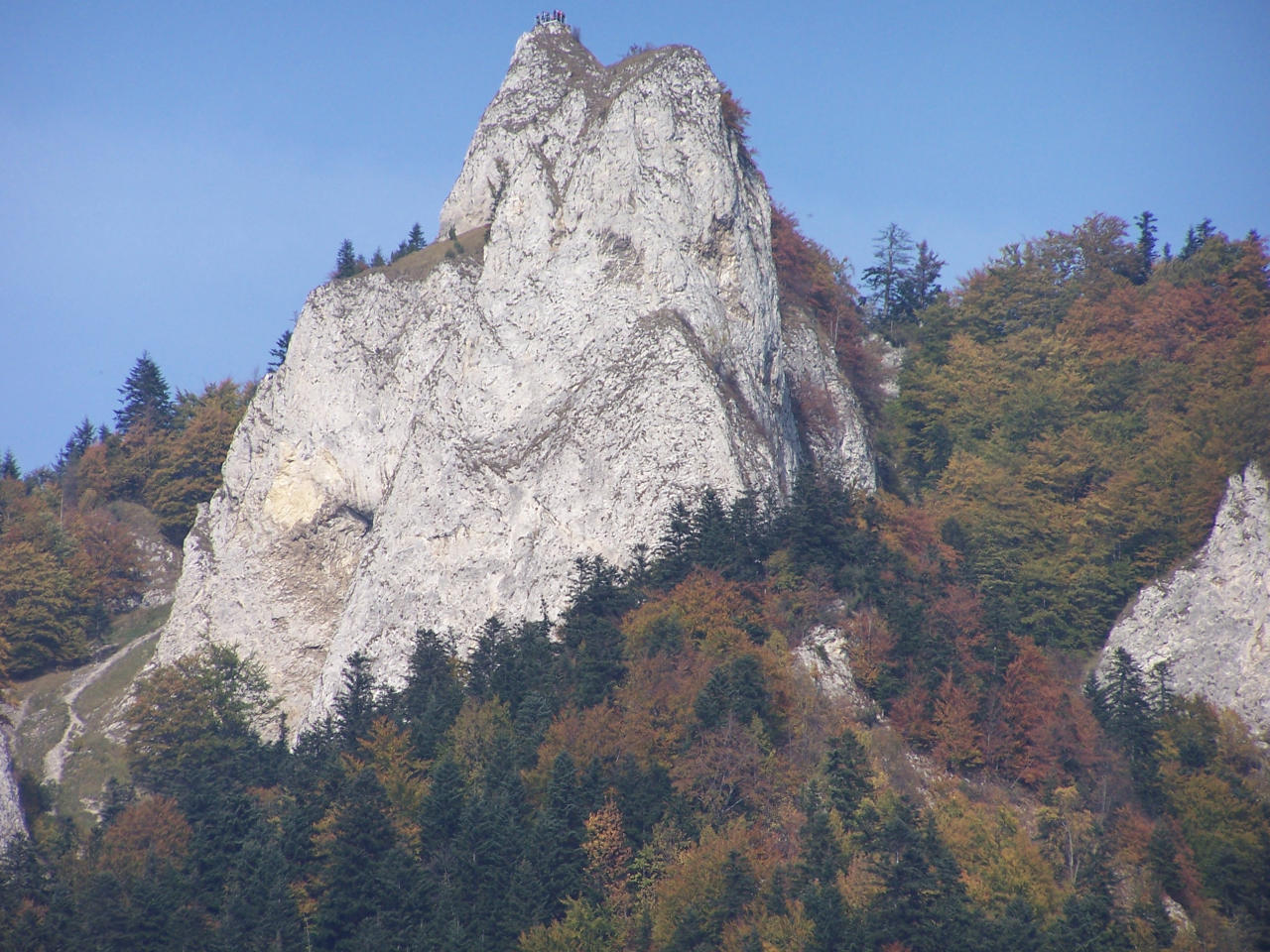
Пік з оглядовим майданчиком

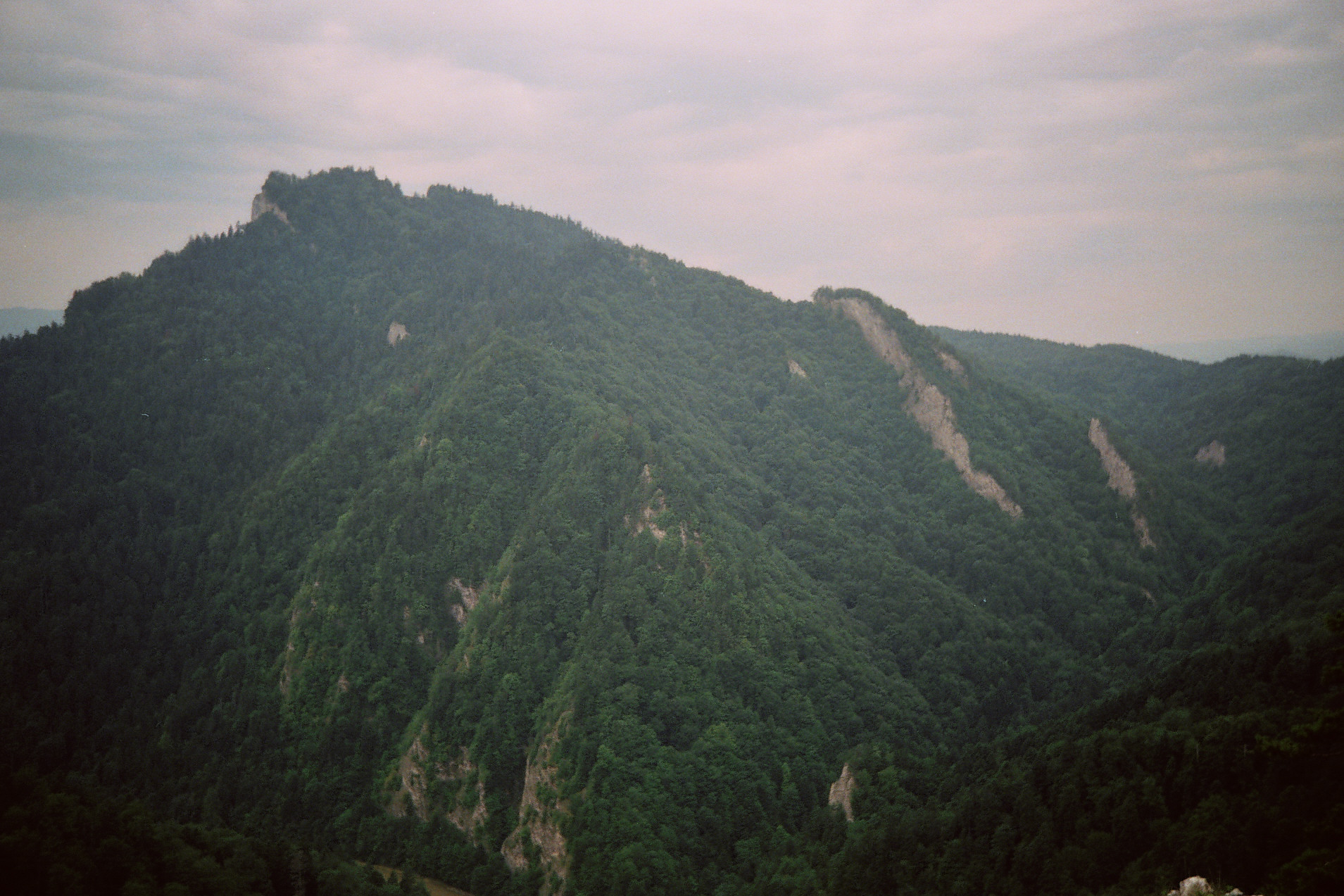
Три Корони з Sokolicy

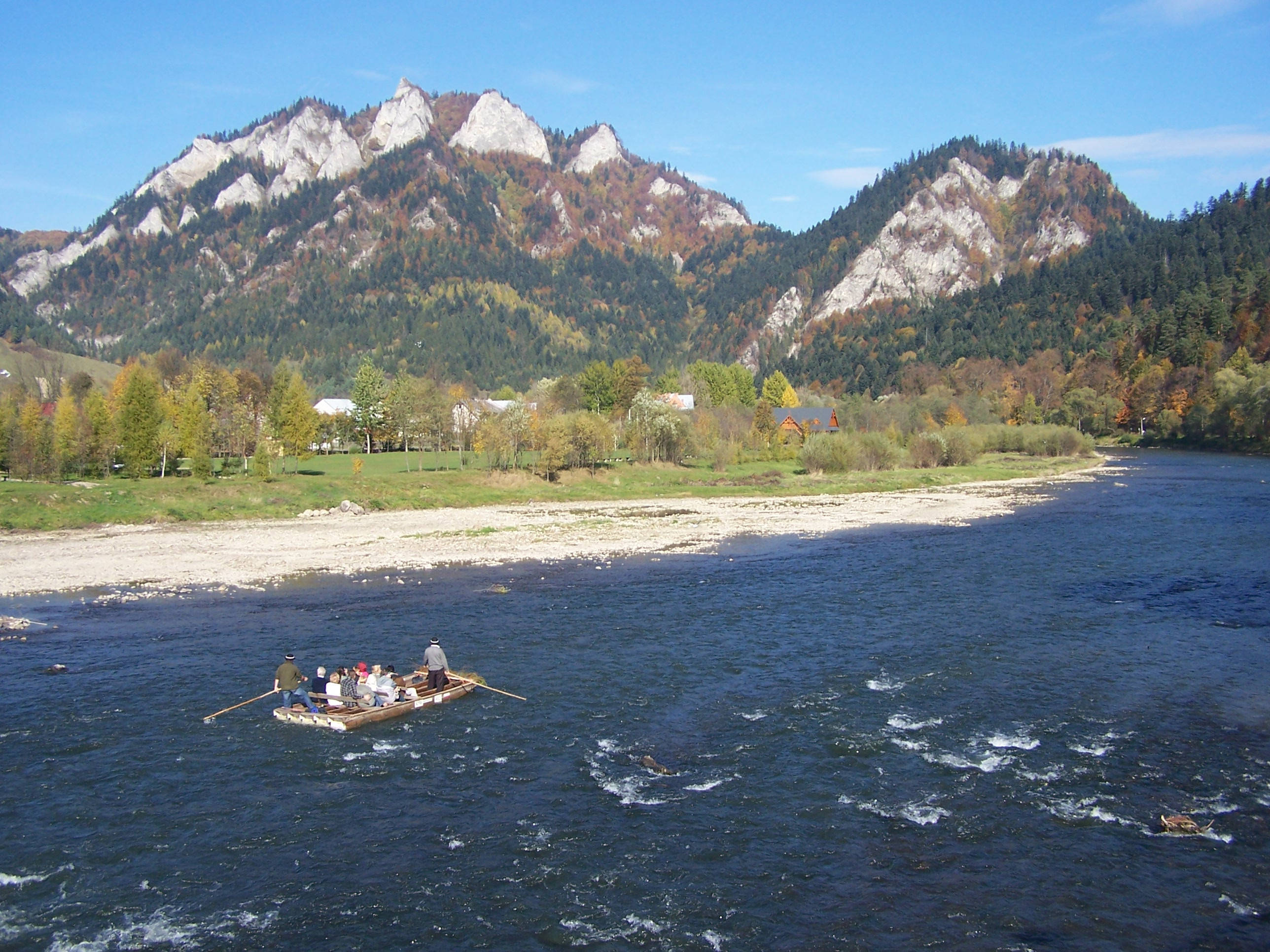
Три Корони і Facimiech

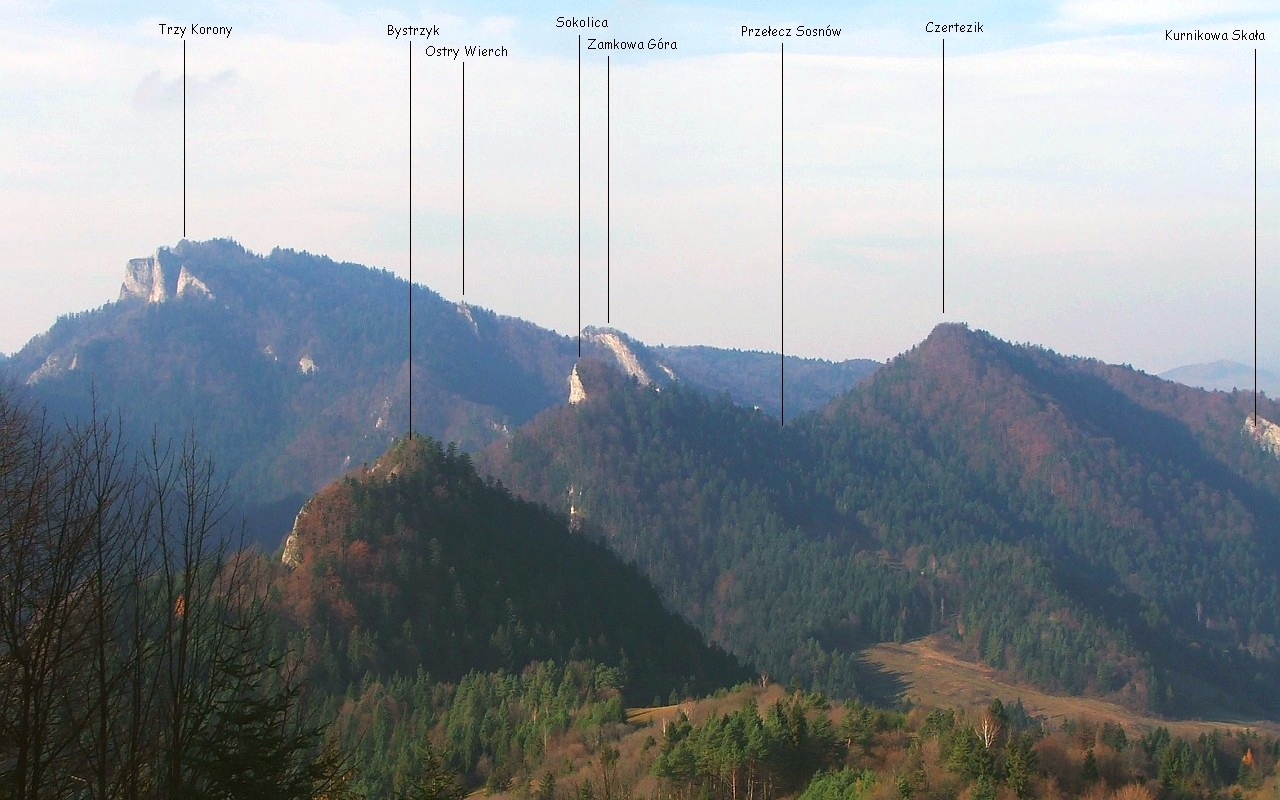
Вид з Палениці

Три Корони (пол. Trzy Korony, словац. Tri Koruny) – гора, у гірському масиві Три Корони, Середні П'єнінини, гірський хребет П'єніни з висотою 982 м, Вершина знаходиться на за 500 м над долиною Дунаєць.

## Топографія
Приблизно 500 метрів височить гора над навколишніми ділянками. Гора являє собою п'ять скель , створених з міцних вапняків:
- Окронгліца – найвища гора, 982 м. На ній розташований оглядовий майданчик з бортами. Одночасно може знаходитися близько 30 осіб. (982 м.)
- Плоский  Рок – 950 метрів. Розташована на південний-схід від Окронгліци.
- Над Садами – 940. м. На південний захід від Окронгліци.
- Ваша Скеля – 920 м. На цій скелі гніздяться рідкісні птахи.
- Нижня Окронгліца – розташована на південь від найвищої вершини і нижча від неї на 80 метрів. З цієї вершини раніше вивчали лінію горизонту.

Гірський масив Три Корони обмежений трьома проходами: перевал Композиція відділяє його від масиву Чорштиньскі П'єніни, Верхній Лазек від групи Залисин, Косзаржиска від Гострого Верху. Південно-західні схили уриваються в Ущелину Шопчаньского, альпи до Дунайця, в долину Пенінского Потоку. В масиві є кілька галявин: галявина Вертеп, галявина П'єніни, Косзаржиска і Клейчина.

## Природа
Схили, покриті лісом, глибокими долинами та струмками. В масиві Три Корони  багато рідкісних видів рослин, це є результатом того, що скрізь недоступні терни. Знайдено  7 видів рослин, які  зустрічаються, тільки в Пенінах.  Виявлено  наступні види рідкісних рослин Польщі: Комашник мухоносний, кизильник чорний,  кульбаба пенінської, мокриця, чортополох, чортополох розумниця,
геліантемія альпійська скельна, синюха блакитна, оливка Завадського.  Крім них зустрічаються чисельні і рідкісні види скельних рослин Кальцефіли, в тому числі розідник великий, який є носієм личинок рідкісного пенінского метелика Аполлон (комаха).

## Історія
Три Корони спочатку називали Пенінами. Кроненберг переклали російською у 1834 як Корона, а з 1860 почали вживати назву Три Корони. В 1842 році почали прокладатися неофіційні маршрути. А вже в 1906 р. прокладено перший маршрут для туристів на вершину. У 1929 р. Три Корони були викуплені урядом з приватної власності. В  2007 в Словацькому фільмі "Вовкодав з роду Сірих Псів" режисер використав краєвид вершини Три Корони.

## Туризм
Одне з найбільш привабливих туристичних місць в Польщі визнане Три Корони- в Пенінах. З оглядового майданчика на Окронгліци, відкривається вид на  Дунайця,   Пенінський Національний Парк, а також на Татри, сондецькие Бескиди, Горці, живецкі Бескиди і Списька Маґура. В сонячну погоду видно за 63 км  бабя-гура. Понад 60 тисяч туристів відвідують Три Корони в сезон.
Біля південного підніжжя Трьох Корон є гуртожиток  "Три Корони".

## Туристичні маршрути
На щит Три Корони здійснюється багато маршрутів. Всі  туристичні маршрути ведуть до перетинання стежок під Трьома Коронами,  до оглядової платформи на Окронгліці. Підйом в туристичний сезон сплачується, а також дає право на в'їзд до Соколиці. У гарну погоду тут створюються великі черги..

## Зовнішні посилання
- Сайт про Три Корони